# Ernst Roch
Pour les articles homonymes, voir Roch.
Ernst Roch (8 décembre 1928 à Osijek, en Croatie - 21 février 2003 à Montréal au Canada) était un designer graphique canadien d’origine autrichienne. Il s’est principalement démarqué par sa vision moderniste et par son approche minimaliste du design graphique.

## Biographie
En 1944, lors de la Seconde Guerre mondiale, la famille d'Ernst Roch quitta Osijek pour s’enfuir en Autriche. Dès 1948, passionné par le design graphique, Roch commença ses études à la Staatliche Schule für Angewandte Kunst de Graz, école d’art des plus réputées d’Autriche.
Après la guerre, de nouvelles techniques et idéologies se sont développées en Europe, mais aussi en Amérique du Nord. Du côté du design graphique au Canada, Roch et ses inspirations ont grandement influencé le mouvement vers ce nouveau courant, et ce, dès les années 1950. 
C’est en 1953, quelque temps après avoir terminé ses études, qu’Ernst Roch, ses deux frères, John et Joseph, ainsi que ses parents émigrèrent au Canada. Ils s’installèrent dans l’ouest de la ville de Montréal. Malgré son jeune âge et son peu d’expérience sur le marché du travail, le talent et la vision de Roch lui ont permis de se démarquer de ses semblables. De plus, il doit une grande partie de son succès au bagage de design européen acquis lors de sa formation de haut niveau qu’il a apporté sur l’autre continent. La reconnaissance reçue du public a rendu légendaire son approche du design.
Ernst Roch a épousé Hélène Roch, née Salchenegger. Leur union a donné naissance à trois filles : Ursula, Uli et Barbara. Ursula est décédée le 20 mars 2004, un an après la mort de son père, alors qu’Uli et Barbara demeurent toujours au Canada à ce jour, l’une à Toronto et l’autre à Napanee.

## Carrière et réalisations
La carrière de Roch débuta en 1953 lorsqu’il émigra au Canada après avoir terminé ses études. Il travailla pour trois compagnies de design avant d’ouvrir son propre bureau en 1960. Peu de temps après, avec l’aide de Rolf Harder (un autre designer qui a grandement influencé le design canadien) et quelque cinq autres créateurs, ils fondèrent Design Collaborative, une firme de design graphique et industriel (1965-1977). Par la suite, en 1972, il fut l’un des membres fondateurs des Éditions Signum, une compagnie spécialisée dans l’édition limitée d’œuvres graphiques originales. Un an plus tard, il devint également le fondateur et président de Signum Press, une société d'édition de livres. Finalement, sa firme Roch Design apparut en 1978.
Les créations et la production du designer touchent à plusieurs produits graphiques incluant logotypes, symboles, affiches, timbres, livres et rapports annuels. Il réalisa aussi des projets plus élaborés tels que des programmes d’identité ou de signalétique et organisa des expositions thématiques. Parmi les exemples mieux connus d’identités visuelles qu’il a créées : le premier, l’identité du Centre national des Arts d’Ottawa, avec le fameux symbole hexagonal. Celui-ci fut utilisé pendant 45 ans à la suite de l'ouverture du centre en 1969. Ainsi que la conception d’une des affiches officielles des Jeux olympiques de Montréal en 1976.
Pendant les trente dernières années de sa vie, Roch a été conférencier au Musée des beaux-arts de Montréal, à l’Université McGill, à l'Université d'État de l'Ohio et au Nova Scotia College of Art and Design. Ce dernier lui attribua en 1988, le premier titre de Doctor of Fine Arts, honorant sa contribution au domaine du design graphique canadien et les efforts fournis qui lui ont apporté une reconnaissance internationale.
Roch était très impliqué dans l’univers du design : il a été membre de l’Académie royale des arts du Canada, de l’Alliance graphique internationale, de la Société des designers graphiques du Canada. Quelques années après son décès, soit en 2007, il fut élu (in memoriam) membre honorifique de la Société des designers graphiques du Québec.

## Héritage et style
L’impact du travail de Roch a eu une influence remarquable sur le design canadien des années 1960 et 1970. Le style qu’il a développé propose une vision minimaliste, s’adaptant à la vague moderniste bien prisée de l’époque, ainsi qu’au style dit international. Cet aspect moderne se détache du style publicitaire et commercial proposé par les anciennes générations de designers avec une recherche de concept plus complexe. On se questionne davantage sur des éléments intelligents, qui voyageront au fil du temps, avec un souci de rendre les informations compréhensibles par un public plus large.
Roch devint l’un des premiers designers canadiens à se prêter à ce style avant-gardiste, qui répondait aux exigences corporatives et identitaires de façon juste et pertinente. En effet, son approche amena toute la profession à se questionner davantage sur la résolution de problèmes de manière plus créative. Des designs simples et sobres furent dès lors créés, interpellant ainsi un large public. Cette rationalité créative qu’il exécutait à la perfection rajouta à son art et a permis de faire voyager ses créations et de faire reconnaître le design canadien à travers le monde.
Enfin, Ernst Roch et son acolyte Rolf Harder s’approprièrent la théorie du fonctionnalisme, tout en la personnalisant, donnant ainsi une valeur ajoutée à leur travail. La complexité de leur démarche s’est traduite par l’utilisation d’une photo bien cadrée, en insistant sur la force de la ligne et des formes géométriques. Pour compléter le tout, une typographie grasse et serrée, comme la Helvetica, dans une grille très précise, a su structurer ce style international réinventé.
Ainsi, le style abstrait d’Ernst Roch a permis d’influencer de nombreux designers dans leur carrière quant à leur façon de communiquer un message en proposant une solution appropriée, qui s’intégrait bien au modernisme.